# A Romance of the Air
A Romance of the Air er en amerikansk stumfilm fra 1918 af Franklin B. Coates og Harry Revier.

## Medvirkende
- Bert Hall
- Edith Day
- Florence Billings
- Stuart Holmes
- Herbert Standing - William Thaw